# Anekdote
Een anekdote is een kort onthullend verhaal over een opmerkelijk voorval dat veelal een fenomeen of karaktereigenschap moet verklaren. Als zodanig is het onderdeel van het anekdotisch bewijs en wordt het vanwege de wet van de kleine getallen gezien als een matige onderbouwing van een hypothese. Om een wetenschappelijke uitspraak te kunnen doen, zijn meer data nodig zodat de wet van de grote getallen in werking kan treden. Overigens hoeft zelfs in dat geval een sterke correlatie niet te betekenen dat er sprake is van causaliteit en geldt ook dit nog niet als wetenschappelijk bewijs. Ondanks dit alles kunnen anekdotes waardevol zijn voor wetenschappelijk onderzoek omdat de observaties van opmerkelijke voorvallen kunnen dienen als beginpunt van onderzoek volgens de wetenschappelijke methode.
In het bijzonder is het een kortere of langere humoristische vertelling, die in het verleden tot het genre van de grappige sprookjes behoorde. Deze grappige vertellingen werden vroeger wel boerden, kluchten en uien genoemd. Het woord stamt uit het Grieks: ἀνέκδοτον (anekdoton) betekent letterlijk 'niet uit het gegevene'. De Anekdota, geschreven rond 560 door Procopius van Caesarea, behandelen de geheime geschiedenis van de Byzantijnse keizer Justinianus, in feite een serie blikken in het privéleven van leden van het Byzantijnse hof. Nadat deze tekst ruim duizend jaar later voor het eerst was uitgegeven, in 1623 te Lyon, werd het woord anekdote geleidelijk opgenomen in de verschillende Europese talen.
Tot dit soort grappige sprookjes (in het Duits 'Schwankmärchen' genoemd) behoren onder meer vertellingen over domme en slimme mensen, personen met een ongekend geluk, blunderende echtparen en onwijze geestelijken. In zulke grappige verhaaltjes konden meerdere grappige momenten zitten. Ze hoefden het niet per se te hebben van een krachtige punchline of clou.
De oudste Nederlandstalige grappige verhalen stammen uit de middeleeuwen. Vanaf de late middeleeuwen werden ze verzameld in kluchtboeken. De moderne pendant van het grappige sprookje is de mop, die korter en puntiger is.
In het spraakgebruik wordt tegenwoordig het begrip anekdote ook gebruikt voor een amusante of onderhoudende vertelling over een publiek bekend personage.
Een anekdote wordt meestal niet opgenomen in een biografie, omdat het als te triviaal geldt of niet zeker genoeg op feiten berust. Anekdoten (of 'anekdotes') beginnen vaak als een stukje uit het echte leven, maar door herhaald doorvertellen kan het karakter veranderen tot complete fictie. 
In de literatuur wordt de anekdote beschouwd als een korte vorm van proza. Als genre behoort de anekdote tot het volksverhaal.

## Voorbeelden
Minister Piet Lieftinck stond bekend om zijn enorme werkkracht. Hij werkte 's nachts gewoon door en hield dan ook stafvergaderingen. Een grote vriendenkring zal hij met zijn werk als minister niet hebben opgebouwd. Over hem werd de volgende anekdote verteld:
Een man, aan wie Lieftinck om een dubbeltje vroeg om met een vriend te kunnen telefoneren, antwoordde hem: Neem er maar twee, dan kunt u ze allemaal bellen.